# لويس وين
لويس وين (ولد في 5 أغسطس 1860 - توفى في 4 يوليو 1939) هو رسام إنجليزي أشتهر برسوماته عن القطط.